# Washington Barcala
Washington Barcala (Montevideo, 3 de julio de 1920 - Montevideo, 9 de diciembre de 1993) fue un pintor y artista plástico uruguayo.

## Biografía
Comenzó sus estudios en el Círculo de Bellas Artes bajo la dirección de Guillermo Laborde entre 1938 y 1941. Luego pasó tuvo un breve pasaje por el Taller Torres García en 1942.
Fue fundador del Grupo Sáez en 1949 junto a Manuel Espínola Gómez, Luis Alberto Solari y Juan Ventayol.
En 1960 integró el grupo de expositores que representó a Uruguay en la Bienal de Venecia.
Se radicó en Madrid, España en 1974 desde donde continuó desarrollando su técnica y exponiendo en varias oportunidades en dicho país.

## Premios y reconocimientos
- Gran Premio. Salón de Artes Plásticas (Minas, 1960)
- Salón Nacional de Artes Plásticas (1942) por Frente a las vías
- Salón Nacional de Artes Plásticas (1941) por Desde la azotea
- Salón Nacional de Artes Plásticas (1940) por Atardecer
- Salón Nacional de Artes Plásticas (1939) por Anochecer en el Central

## Sobre el pintor
- WB: un documental sobre Washington Barcala realizado por la Universidad Católica del Uruguay
- Washington Barcala/Nelson Di Maggio, (1995)